# Itaíba (kommun)
Itaíba är en kommun i Brasilien.   Den ligger i delstaten Pernambuco, i den östra delen av landet, 1 400 km nordost om huvudstaden Brasília. Antalet invånare är 26 264.
Följande samhällen finns i Itaíba:
- Itaíba

Omgivningarna runt Itaíba är huvudsakligen savann. Runt Itaíba är det ganska glesbefolkat, med 24 invånare per kvadratkilometer.